# Salzburger Fenster
Das Salzburger Fenster ist eine 1979 vom Salzburger Publizistik-Studenten Erich Ebner gegründete Gratiszeitung.
Die Zeitung erschien zunächst monatlich, dann 14-täglich und nunmehr 36 × jährlich. Aktuell gehört das Salzburger Fenster zur Mediengruppe der Salzburger Nachrichten.
Die 2019 veröffentlichte österreichische Media-Analyse (MA 2018) bescheinigt dem Salzburger Fenster einen Leserkreis im Bundesland Salzburg (LpA) von 113.000 Lesern. Jede Ausgabe erscheint auch als gratis e-paper auf der APP der Salzburger Nachrichten.